# Mas Castellar (Santa Margarida i els Monjos)
El Mas Castellar és una masia de Santa Margarida i els Monjos (Alt Penedès) inclosa a l'Inventari del Patrimoni Arquitectònic de Catalunya.

## Descripció
El Mas Castellar, situat dalt d'un turó proper a la fàbrica de ciment, a l'esquerra del riu Foix, és un edifici de planta quadrangular, format per planta baixa i dos pisos. La coberta és a dues vessants. La façana, de composició simètrica, té porta d'arc de mig punt adovellada, balcó i finestres laterals. A la part posterior hi ha una galeria amb arcades de mig punt. La torratxa lateral té planta quadrada i coberta a quatre vessants. El conjunt es troba adossat a una masia més antiga.

## Història
La construcció del Mas Castellar data del segle passat. Hi ha una inscripció de l'any 1889. En els terrenys d'aquest mas van descobrir-se restes d'un poblat ibèric: els materials trobats s'exposen en part al Museu de Vilafranca.